# Aloe castellorum
Aloe castellorum é uma espécie de liliopsida do gênero Aloe, pertencente à família Asphodelaceae.